# Moira Norrie
Moira Norrie (* 1953) ist eine britische Informatikerin und war eine Hochschullehrerin. Sie war Ordentliche Professorin für Informatik an der ETH Zürich.

## Leben und Wirken
Moira Norrie wurde in Schottland geboren. Sie studierte an der University of Dundee und an der Heriot-Watt University in Edinburgh Mathematik und Computerwissenschaften. Nach der Promotion an der University of Glasgow folgten Forschungsaufenthalte an verschiedenen englischen Universitäten und am Schwedischen Institut für Systementwicklung in Stockholm. Von 1989 bis 1993 arbeitete sie in einer Gruppe an der Universität Glasgow, die Objekt-Daten-Management-Dienste für das Esprit-Projekt Comandos bereitstellte. 1993 kam sie als Oberassistentin in die Forschungsgruppe für Datenbanken an die ETH Zürich. Moira Norrie war seit Februar 1996 Ausserordentliche und ab April 2002 Ordentliche Professorin für Informatik am Institut für Informationssysteme an der ETH Zürich. Dort leitete sie verschiedene Projekte im Bereich des Objekt-Daten-Managements, wobei ihr Hauptinteresse den Modellen für Objekt-Daten und deren Anwendung in verteilten Informationssystemen galt. Ihre Gruppe entwickelte unter anderem ein interaktives, objektorientiertes Datenbank-Managementsystem. In einem spezifischen Projekt untersuchte Norrie zusammen mit dem Schweizerischen Institut für Schnee- und Lawinenforschung in Davos den Nutzen von Internet-Diensten für die Entwicklung eines wirkungsvollen Multimedia-Informationsservices.
Norrie wurde 2018 emeritiert.

## Veröffentlichungen
- Norrie Moira C. Deutsche Nationalbibliothek.
- Norrie, Moira C. Research Collection, ETH Zürich.